# 永膺大君
李琰（韓語：이염）（1434年—1467年），朝鮮王朝世宗李祹與昭憲王后沈氏的第八子，字明之，封永膺大君（韓語：영응대군）。

## 生平
李琰生於世宗十六年四月十五日，二十三年（1441年）封永興大君，後改封歷陽大君，再改封永膺大君。
世宗二十七年（1445年）李琰迎娶宋復元之女，因為宋氏有痼疾，於是世宗廢黜宋氏，並在世宗三十一年（1449年）命李琰娶鄭忠敬之女。然而，李琰不忘宋氏，與宋氏私通，生下二女。端宗元年（1453年），朝廷收鄭氏封爵，復宋氏爲夫人。
世祖十三年二月二日逝世，得年三十四歲〔虛歲〕，諡敬孝。

## 家庭
- 元配：帶方府夫人礪山宋氏，端宗妃定順王后的姑母。
  - 女，早卒。
  - 女，早卒。
  - 女：吉安縣主（1457年－1519年），適具壽永（1456年－1523年）。[4]
    - 外孫：具崇璟
    - 外孫：具希璟，元宗妃仁獻王后的曾祖父。
    - 外孫：具承璟
    - 外孫：具文璟，燕山君女婿，初封綾陽尉，後削爵。
    - 外孫：具信璟
    - 外孫女：適任熙載
    - 外孫女：適沈光門
    - 外孫女：沔川郡夫人（1480年－1556年），適安陽君李㤚。
    - 外孫女：適崔祥
    - 外孫女：適李希賢
- 繼室：春城府夫人海州鄭氏，文宗女婿寧陽尉鄭悰之姊妹。

- 側室：延城府夫人金氏，金永轍的女儿
  - 子：淸風君李源，初授副正，襲君。配白川趙氏、茂松尹氏。
    - 孫女：適柳房，趙氏出。
    - 孫女：適柳光同，趙氏出。
    - 孫：花林正李檀，尹氏出。
      - 曾孫女：適郑希周。

    - 孫：隋城守李洵，尹氏出。
    - 孫：淸淵令李守忠，庶子。

  - 女：名「毛珍」[5]，適裵嗣宗。
  - 女：適趙穩

## 附註
1. ↑  .   [2013-08-24]. （原始内容存档于2019-05-11）.
2. ↑  .   [2013-08-24]. （原始内容存档于2019-08-19）.
3. ↑  .   [2013-08-24]. （原始内容存档于2019-05-10）.
4. ↑  《容齋先生集·吉安縣主李氏墓誌銘》縣主。乃我世宗莊憲大王之孫。永膺大君敬孝公琰之女。同知中樞院事宋復元之外孫。綾川君具壽永之夫人。以天順丁丑七月生。正德己卯十月卒。
5. ↑  《璿源錄》